# Микролинзы
Микролинзы — часть оптической системы матрицы цифрового фотоаппарата, положительные линзы малого размера, находящиеся в непосредственной близости от светочувствительных пикселей или составляющих единое целое с ними.

## Предпосылки к созданию
Буферные регистры сдвига «съедают» значительную часть площади матрицы, в результате каждому пикселю достаётся лишь 30 % светочувствительной области от его общей поверхности. У матрицы с полнокадровым переносом эта область составляет 70 %. Именно поэтому в большинстве современных ПЗС-матриц над пикселем устанавливается микролинза. Такое простейшее оптическое устройство покрывает бо́льшую часть площади ПЗС-элемента и собирает всю падающую на эту часть долю фотонов в концентрированный световой поток, который, в свою очередь, направлен на довольно компактную светочувствительную область пиксела.
Поскольку с помощью микролинз удаётся гораздо полнее регистрировать падающий на сенсор световой поток, по мере совершенствования технологии ими стали снабжать не только системы с буферизацией столбцов, но и матрицы с полнокадровым переносом. Между тем, микролинзы нельзя назвать «решением без недостатков».

## Недостатки
- Микролинзы уменьшают эффективную угловую апертуру матрицы как воспринимающей оптической системы. Косо падающие лучи света оказываются подвержены частичному отражению от передней поверхности миролинз и полному внутреннему отражению в короткофокусной оптической системе, каковой является микролинза. Это приводит к виньетированию изображения. Было предложено два основных решения этой проблемы:   
  - От фирмы Olympus — использование в качестве объективов так называемых «телецентричных» оптических систем, формирующих световой поток в виде лучей с углом падения, незначительно отличающимся от 90°. Однако это приводит к увеличению габаритов системы в целом и требует, фактически, расчёта новых схем объективов.[1]
  - В дальномерных цифровых аппаратах фирмы Leica заявлено использование матрицы большого размера, в которой оси микролинз к краям кадра наклонены для компенсации косого падения лучей на матрицу. Этот метод, при кажущейся простоте (технологически это требует лишь изменения формы штампа, формирующего массив микролинз), не позволяет в полной мере воспользоваться преимуществами светосильной оптики и некоторых широкоугольных объективов.